# Borstimplantaat

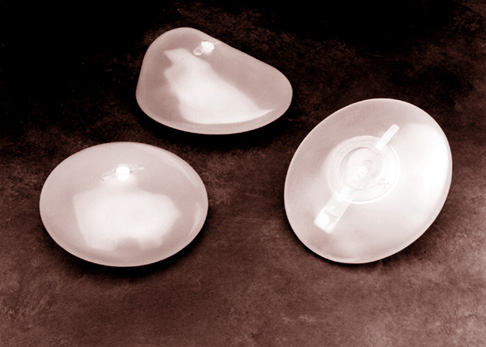
Borstimplantaten met siliconengel-vulling

Een borstimplantaat is een prothese waarmee men de vorm en grootte van een vrouwenborst wijzigt. Met borstimplantaten kan men een operatief verwijderde borst reconstrueren of men kan er aangeboren afwijkingen van de borstkas mee corrigeren. Ook in borstvergrotingen met een louter esthetische motivatie worden borstimplantaten ingebracht om de borsten een groter volume en een vollere vorm te geven.
Op basis van de vulling kan men drie soorten borstimplantaten onderscheiden: implantaten met zout water, siliconengel en composiet. Die laatste categorie, waarbij men allerlei producten gebruikt om de implantaten op te vullen, zijn echter onveilig en worden niet langer gebruikt in het Westen. De implantaten van siliconen lijken veel minder veilig dan gedacht.